# Yan'an
Yan'an (xinès: 延安; pinyin: Yán'ān; pronunciació mandarí: [jɛ̌n.án]), escrita alternativament com a Yenan, és una ciutat a nivell de prefectura a la regió de Shaanbei de la província de Shaanxi, a la República Popular de la Xina. Limita amb Shanxi a l'est i Gansu a l'oest.
Yan'an estava prop del punt final de la Llarga Marxa i es va convertir en el centre de la revolució comunista xinesa des de finals de 1935 fins a principis de 1947. Els comunistes xinesos celebren Yan'an com el bressol de la revolució.

## Clima
Yan'an té un clima continental humit (classificació climàtica de Köppen Dwa) que limita amb un clima d'estepa (Köppen BSk), amb hiverns freds, secs i moderadament llargs, i estius calorosos i una mica humits. La primavera i la tardor són estacions de transició curtes entremig. La temperatura mitjana mensual oscil·la entre -5,5 °C al gener i 23,1 °C al juliol, i la mitjana anual és de 9,90 °C. La zona rep 511 mil·límetres de precipitació, el 47% dels quals cau al juliol i agost. Yan'an té una mitjana d'uns 300 dies de sol a l'any.